# Convento de São Francisco (Santarém)

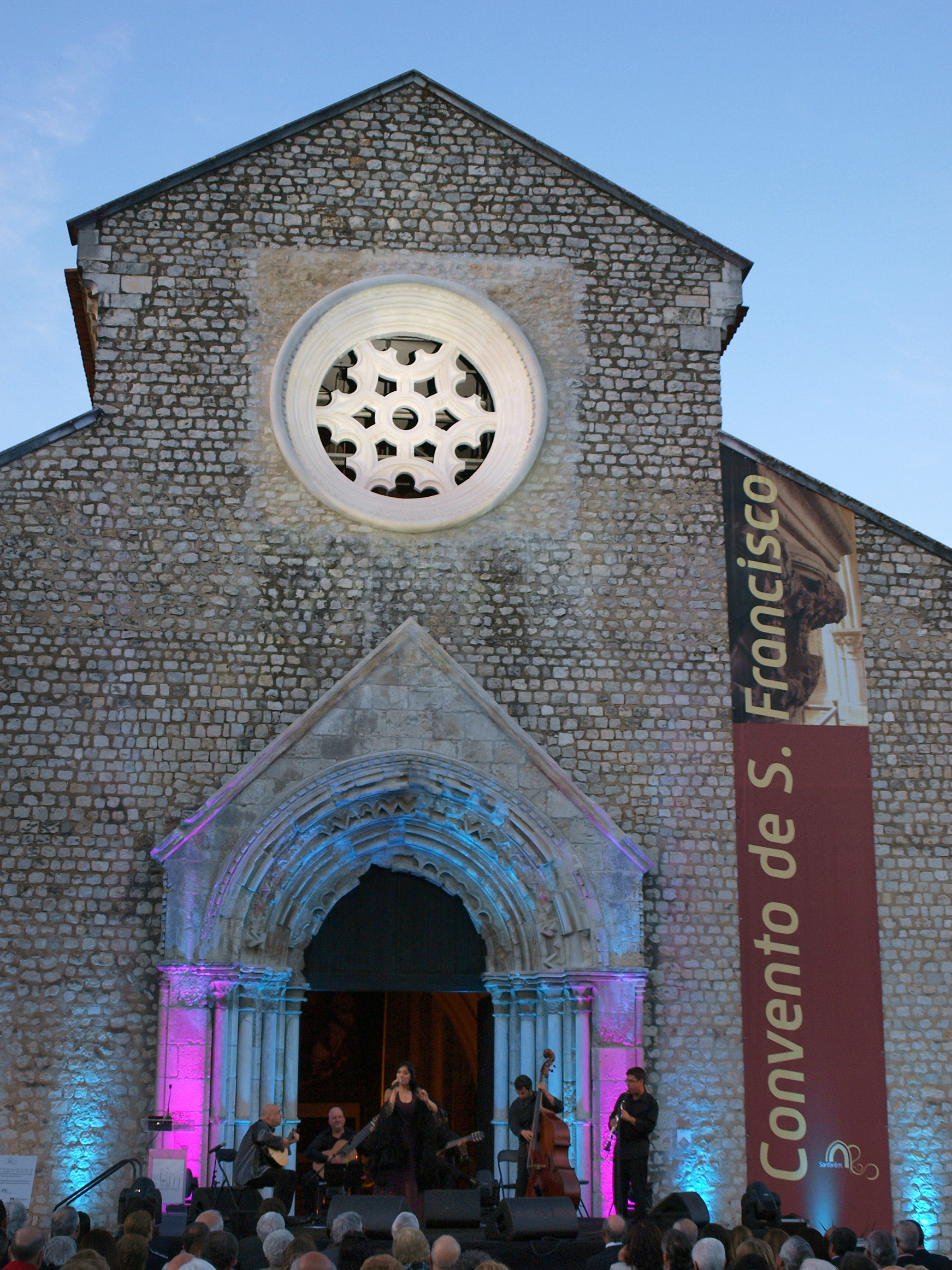
10 de Junho de 2012. Cerimónia de inauguração da rosácea.

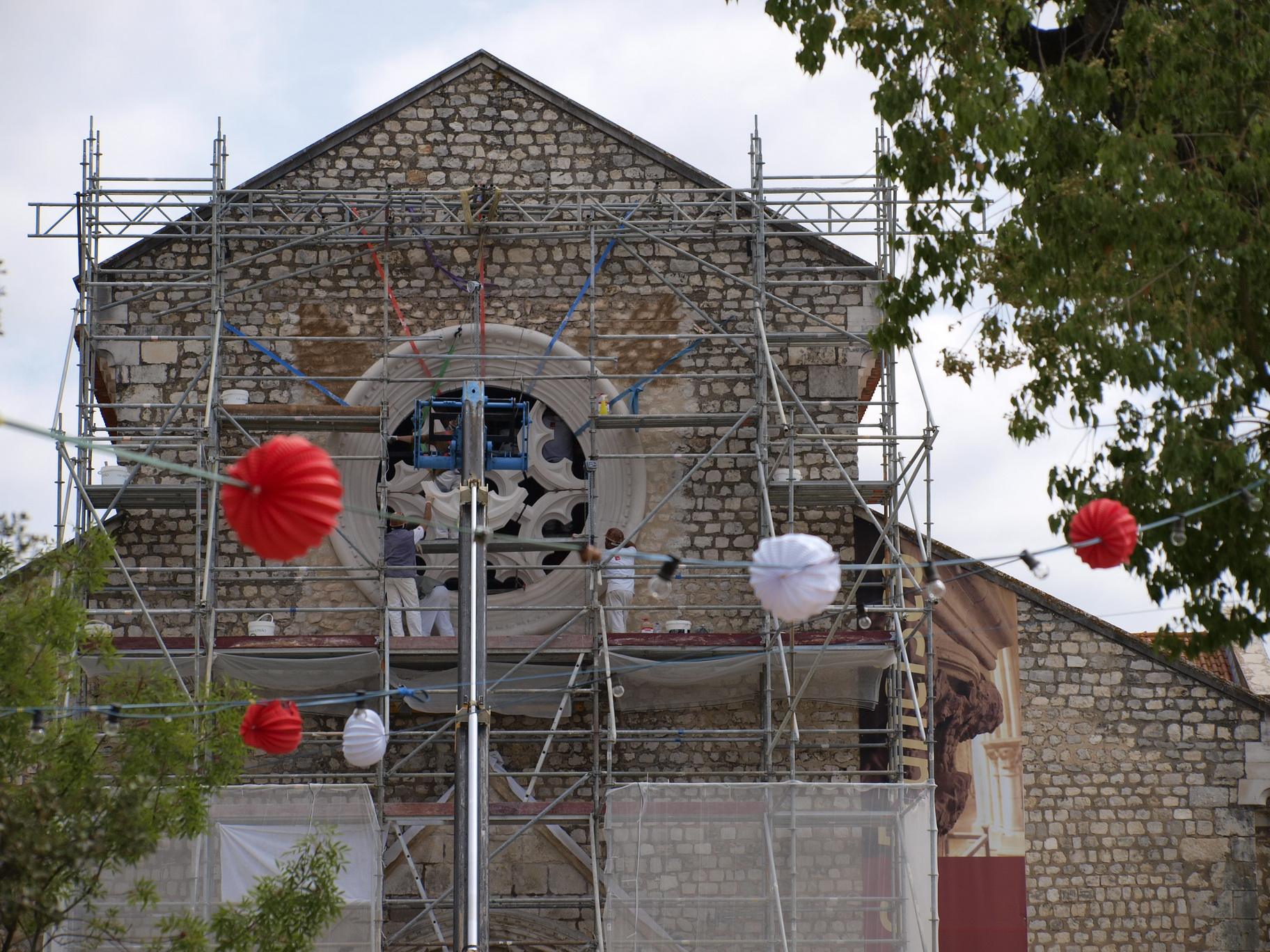
9 de Junho de 2012. Colocação da rosácea no Convento de São Francisco, em Santarém, de autoria da mestre de cantaria artística, Cristina Maria Ferreira. Moldura constituída por 12 peças e interior por sete, em calcário maciço, vidraço moleano, proveniente do Parque Natural da Serra de Aire e Candeeiros.

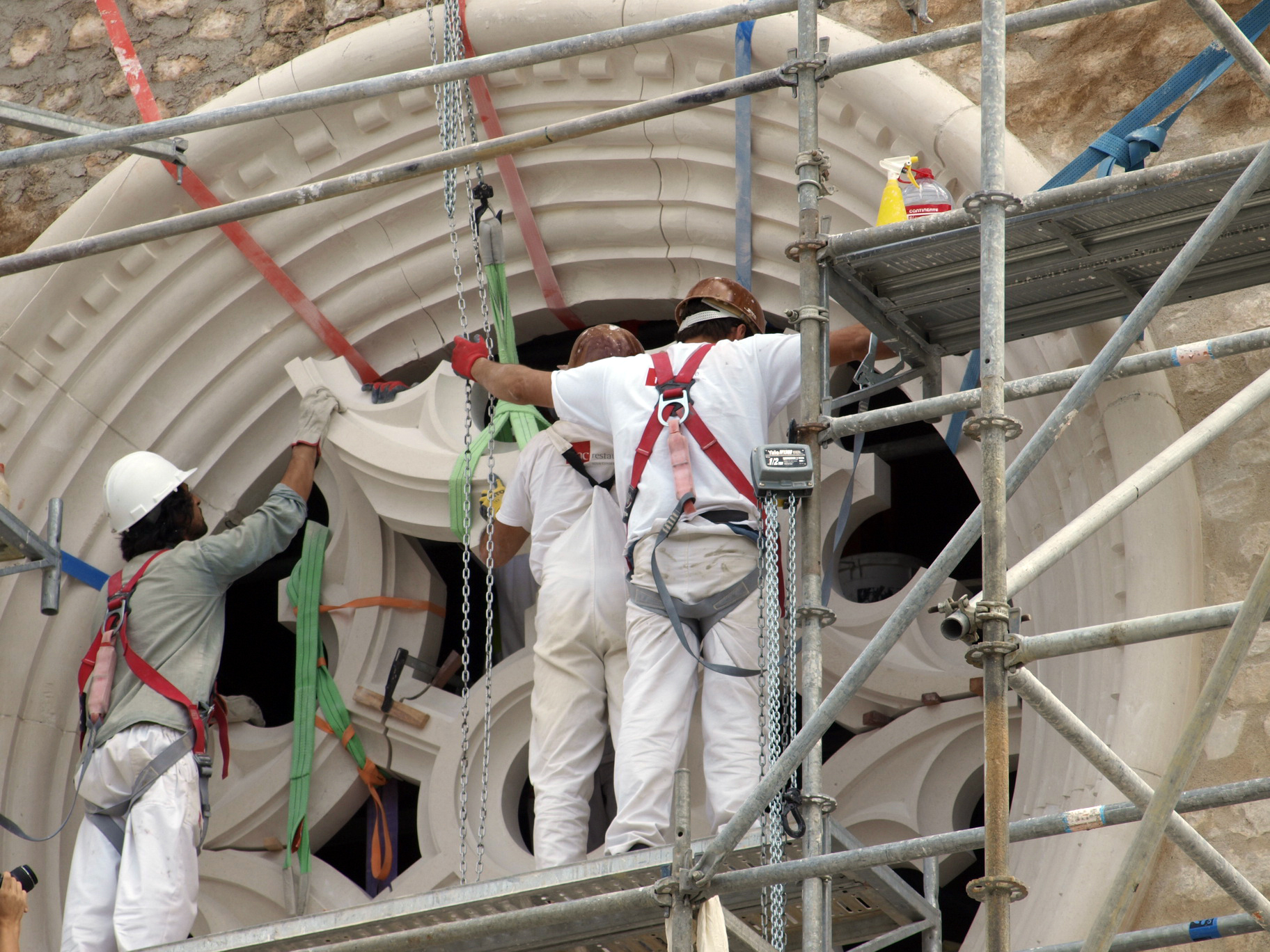
9 de Junho de 2012. Colocação da rosácea no Convento de São Francisco, em Santarém, de autoria da mestre de cantaria artística, Cristina Maria Ferreira. Moldura constituída por 12 peças e interior por sete, em calcário maciço, vidraço moleano, proveniente do Parque Natural da Serra de Aire e Candeeiros

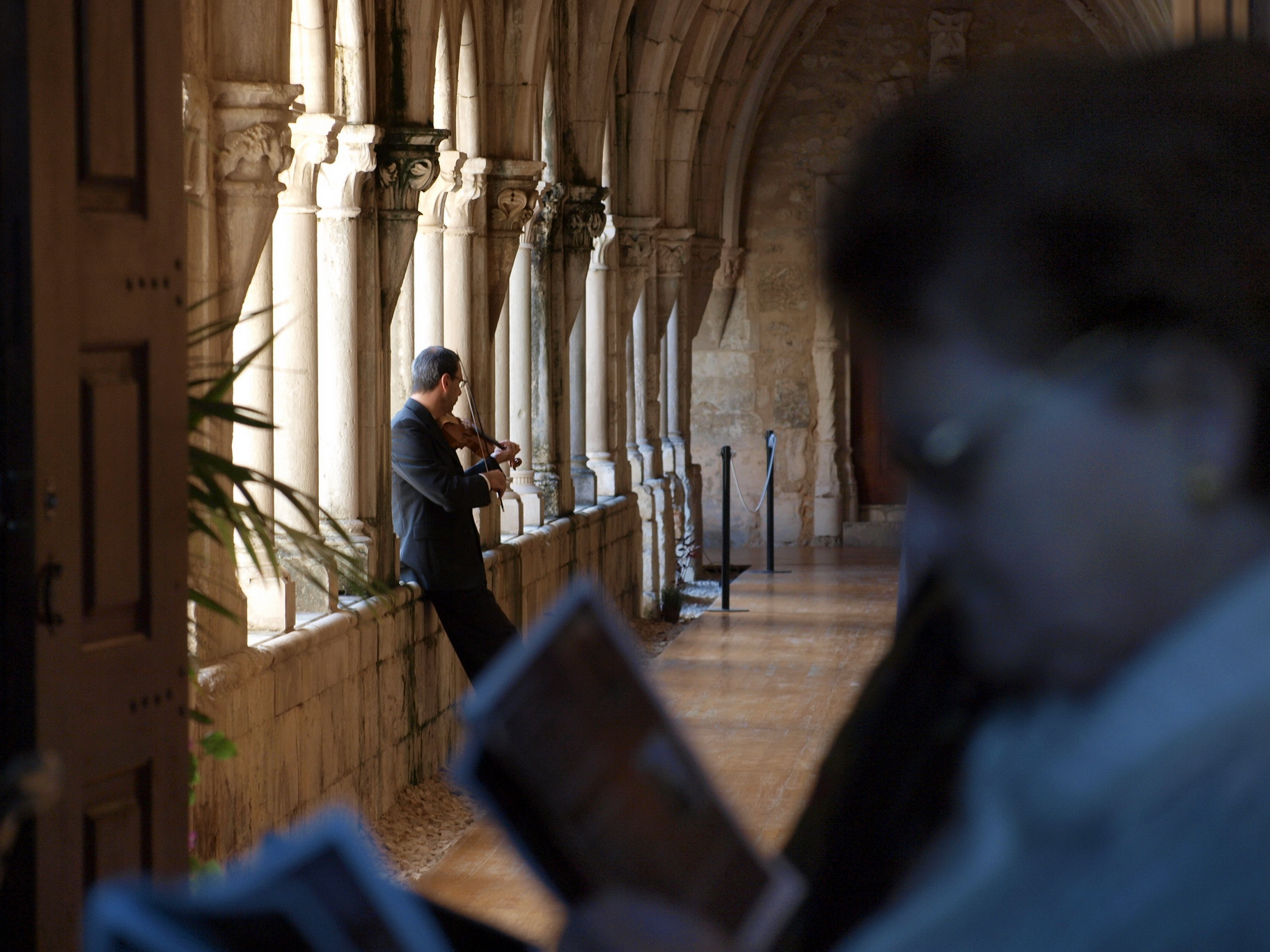
Claustro do Convento de São Francisco, em Santarém. II Ciclo de Órgão de Santarém.

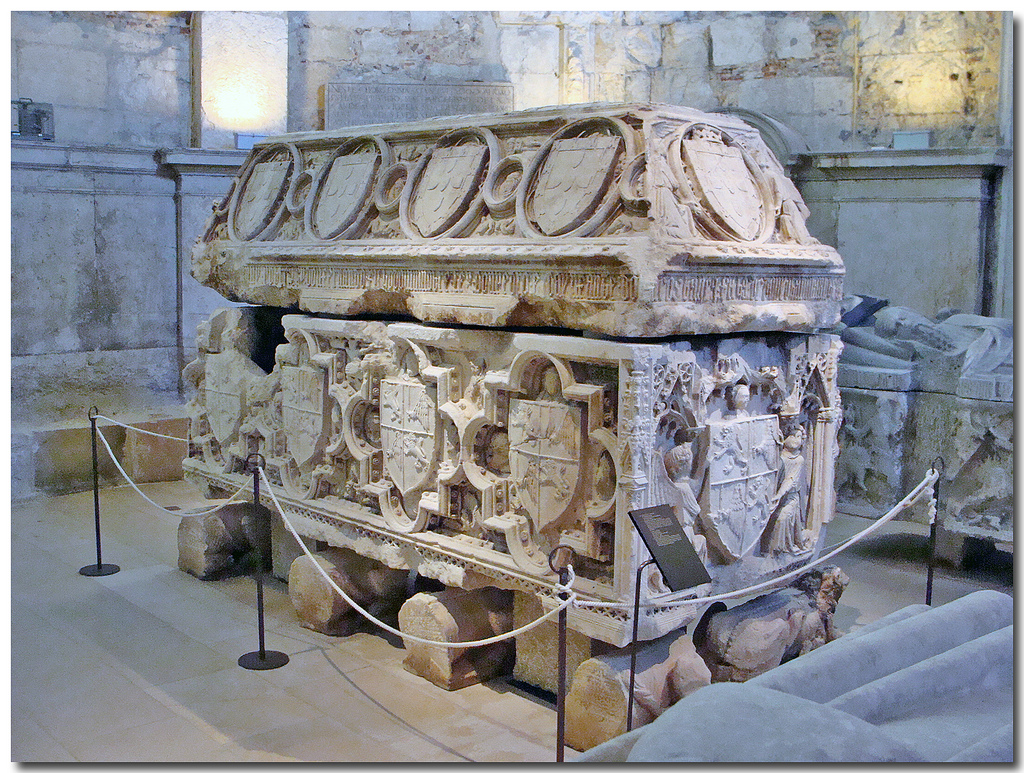
Túmulo gótico de D. Fernando I, no Museu do Carmo, em Lisboa. Este túmulo encontrava-se no coro-alto da igreja deste convento até 1875.

O Convento de São Francisco, em Santarém, constitui um dos melhores exemplares do gótico mendicante em Portugal. O convento foi fundado em 1242 por D. Sancho II, aquando do estabelecimento dos franciscanos na cidade. A extinção das ordens religiosas masculinas, em 1834, e o incêndio de 1940 acabaram por levar ao estado de degradação em que o conjunto se encontra actualmente, apesar de decorrer desde há alguns anos uma profunda intervenção de restauro. 
O Convento de São Francisco foi classificado como Monumento Nacional em 1917.

## História
Instalados em Santarém em 1240, num local privilegiado da cidade, os franciscanos deram início à construção do seu convento dois anos depois, durante o reinado de D. Sancho II. Ainda que a data exacta seja desconhecida, a igreja estaria concluída apenas na segunda metade do século, por volta de 1282. Ao longo dos primeiros séculos da sua existência, o convento acolheu numerosos enterramentos, dos quais o mais emblemático foi o do próprio rei D. Fernando, em 1383. Este mesmo monarca patrocinou, na segunda metade do século XIV, diversas obras de ampliação e de reconstrução, nomeadamente a construção do coro-alto, nos três tramos médios da nave central, no qual seria posteriormente sepultado, e o início da construção do claustro. A elevação do convento a panteão régio denotava a recusa evidente do Mosteiro de Alcobaça pelo rei, panteão de D. Pedro I, seu pai. Em 1376, D. Fernando ordena mesmo a transladação das ossadas da sua mãe, D. Constança Manuel, para o coro-alto.
Ao longo dos séculos, o convento foi sendo sucessivamente engrandecido por campanhas artísticas. No século XV, sob o patrocínio de D. Duarte de Menezes, é levada a cabo a segunda etapa da construção do claustro. Em 1464, morre D. Duarte de Menezes em Alcácer Ceguer, tendo D. Isabel de Castro, a sua viúva, ordenado a edificação da sua capela sepulcral, que constitui a actual Capela das Almas. Em 1477, D. João II presta juramento como rei debaixo do alpendre anexo à entrada principal da igreja. 
Nos séculos XVI e XVII, são executadas várias obras de reconstrução, nas quais foram incorporados elementos decorativos característicos dos estilos renascentista e maneirista. Destas intervenções, as mais significativas foram a construção do arco renascentista da Capela de Santa Ana e a reconstrução da Capela das Almas, que lhe conferiu um traçado maneirista. Esta última obra é atribuída ao arquitecto Pedro Nunes Tinoco.
Já no século XIX, após a extinção do convento, é instalado na igreja e no claustro o Regimento de Cavalaria n.º 4, que aqui permanecerá até meados do século XX. Em 1875 o túmulo do rei D. Fernando I é trasladado para o Museu do Carmo, em Lisboa. O antigo edifício conventual entra então num ciclo de degradação que o levaria até ao seu desolador estado actual. Esta situação, agravada por um incêndio em 1940, determinou a transladação dos túmulos de D. Fernando e de sua mãe, para o Museu Arqueológico do Convento do Carmo, e de D. Duarte de Menezes, para a Igreja de São João de Alporão, este último em 1928.
Após várias décadas fechado ao público, a Câmara Municipal de Santarém (com iniciativa do Presidente Francisco Moita Flores), decide efectuar recuperações no monumento e abri-lo ao público em 24 de Julho de 2009, integrando-o no estatuto dos restantes monumentos da cidade.

## Arquitectura e Arte
O templo mendicante, profanado e parcialmente em ruínas, encontra-se há vários anos em vias de restauro. O pórtico, que se rompe na fachada, tem quatro arquivoltas rendilhadas de arcos ogivais pouco apontados, sobre colunas capitelizadas, rematando num gablete liso. Este pórtico dá acesso a um alpendre abobadado, apoiado sob fustes curtos. O grande vão que rasga a frontaria destina-se a receber a rosácea.
O interior da igreja, trecentista, é de três naves, sendo as laterais mais baixas, com cinco arcos ogivais de cada lado a preencher os tramos, sobre delicadas colunas capitelizadas. A abóbada nervada, de soberbo efeito, ostenta nos fechos as armas régias de D. Fernando. Para além disso, inclui ainda longo transepto saliente e uma cabeceira escalonada de cinco capelas, o que constitui um feito raro nas igrejas portuguesas do século XIII, apenas repetido nos Conventos de Santa Clara e de São Domingos, em Santarém, e no Convento de São Francisco, em Lisboa. Do lado da epístola e do lado do evangelho, respectivamente, abrem-se as capelas de Santa Ana e das Almas, ambas com acesso por arco porticado — renascentista, no caso da Capela de Santa Ana, e maneirista, no caso da Capela das Almas. 
O claustro, quadrangular e de dois pisos, é corrido por uma arcaria ogival lanceolada emergindo de colunelos agrupados, com os capitéis decorados com ornatos vegetalistas. Da ampliação mandada executar por D. Duarte de Menezes no século XV subsistem os dois lanços cobertos de abóbada nervada, cujos bocetes rematam em escudos de armas. A ornamentação escultórica dos capitéis inclui cabeças barbadas, cachos de uvas, maçarocas, distinguindo-se ainda uma rara representação de uma das fábulas de Esopo, A Raposa e as Uvas. A capela que se abre no claustro mantém, nos parietais, vestígios de um silhar de azulejos setecentistas, incluindo dois embutidos cerâmicos alusivos à Apanha do Maná e à Última Ceia. Sobre o arco que dá acesso ao piso superior do claustro, local onde esteve o mausoléu de D. Francisco de Almeida, vê-se um silhar de azulejos azuis e brancos, numa representação de Santo António, acompanhado de dísticos em castelhano. Existem ainda restos de outro núcleo, este do tipo corda seca, talvez do século XVI, que ornava os lanços da crasta. No recinto ainda se vêem três portas embutidas, duas das quais manuelinas e a terceira renascentista.

## Influência na literatura
Na obra Viagens na minha terra de Almeida Garrett, a degradação do país, de que a miséria do povo Garrett vê como consequência mais trágica, vai sendo sucessivamente exemplificada e, finalmente, é cristalizada no estado em que vai encontrar o extinto Convento de São Francisco de Santarém. 

No Convento desenrolam-se alguns dos momentos mais dramáticos da novela.